# Styrvolt
Styrvolt är ett kortspel som betraktas som Färöarnas nationalkortspel. Det är troligen av danskt ursprung och leder rötterna tillbaka till det medeltida kortspelet karniffel. Styrvolt är ett av de kortspel som räknas upp i Georg Stiernhielms moraliserande dikt Hercules, tryckt 1658.
Spelet är ett sticktagningsspel för fyra deltagare, som spelar ihop partnervis. Man använder en lek med 48 kort (tiorna saknas). Spelarna får i given nio kort var och resterande kort utgör en talong.
Kortens rangordning är mycket egenartad: de högsta korten är i fallande ordning hjärter två, klöver fyra, spader åtta, hjärter nio och ruter nio, följda av essen och knektarna i de två trumffärger som bestäms av kort dragna från talongen. För de övriga korten gäller tämligen komplicerade regler för vilka kort som slår vilka. 
En spelare som i given inte fått något av de nämnda nio högsta korten har möjlighet att byta sina kort mot talongen. Den sida som spelar hem fem stick vinner given, vilket markeras på en speciell poängräkningstavla.